# クバレイ島 (フィンマルク県)
クバレイ島（クバレイとう、ノルウェー語: Kvaløya）とは、ノルウェーフィンマルク県にある島である。面積は336-平方キロメートル (130 sq mi)で、ハンメルフェストとクバルスンドの二つの自治体に分けられている。集落としてのハンメルフェストは島の西にある他、フォルセル、リペフィヨルド、スタッロガルゴの村が島内に存在する。

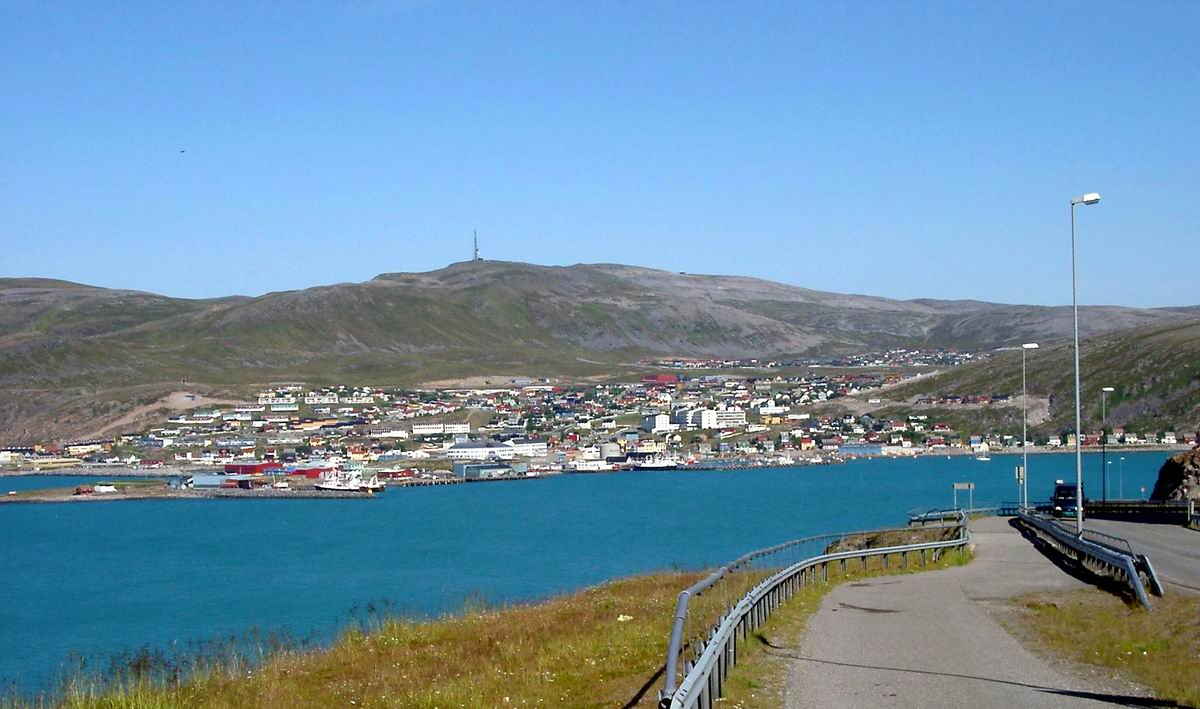
島内最大かつ唯一の町、ハンメルフェスト

この島の南部にはクバルスンド橋が架橋されており、その橋を通るノルウェー国道94号線によって本土と繋がっている。島の住民の多くはその道に沿った西海岸に居住している。また、セイランド島との間にはフェリーが通っている。
島内での最高地点は629-メートル (2,064 ft)で、スヴァルトフェレットの山頂である。